# ツール・ド・台湾
ツール・ド・台湾（Tour de Taïwan、簡体字：国际自由车环台赛、繁体字：國際自由車環台賽）は、例年3月中旬、台湾を舞台に行われる、自転車競技、ロードレースにおける、ステージレースの名称。UCIアジアツアー2.1カテゴリ。
2012年の開催において、日本ナショナルチームがチーム時間賞を獲得した。

## 歴史
1978年に、ジャイアント・マニュファクチャリングの創業者である劉金標が発案し初開催された。第1回大会は台北をスタートし、西台湾、南台湾、東台湾を経て、最後は台北に戻ってきた。

## 開催
毎年3月に、月曜から日曜までの全7ステージで開催されていたが、2014年以降は日曜から木曜までの全5ステージでの開催となっている。舞台となる都市は毎年変わるが、台北や高雄にスタート地点やフィニッシュ地点が設定されることが多い。

## 歴代優勝者
| 年   | 選手名                                                     |
| ---- | ---------------------------------------------------------- |
| 1994 | ラルフ・シュミット                                         |
| 1999 | ブレンダン・ヴェスティ                                     |
| 2003 | ガデル・ミズバニ                                           |
| 2004 | モーリツ・ミーラツ                                         |
| 2005 | アアド・カゼミ                                             |
| 2006 | ステファン・ギャラガー                                     |
| 2007 | ショーン・ミルン                                           |
| 2008 | ジョン・マーフィ                                           |
| 2009 | クルィシュトフ・イェゾヴスキ                               |
| 2010 | デヴィッド・マッカーン                                     |
| 2011 | マルクス・アイベッガー                                     |
| 2012 | リース・ポロック                                           |
| 2013 | バーナード・サルツバーガー                                 |
| 2014 | レミ・ディ・グレゴリオ                                     |
| 2015 | サマド・ポルセイエ                                         |
| 2016 | ロビー・ハッカー                                           |
| 2017 | ベンジャミン・プラデス                                     |
| 2018 | 新城幸也                                                   |
| 2019 | ジョナサン・クラーク                                       |
| 2020 | ニコラス・ホワイト                                         |
| 2021 | 新型コロナウイルス感染症の世界的流行 (2019年-)により未開催 |
| 2022 | ベンジャミン・ダイボール                                   |
| 2023 | イェロン・メイヤース                                       |
| 2024 | ジョセフ・ブラックモア                                     |
| 2025 | ブレイディ・ギルモア                                       |